# Contea di Van Buren (Michigan)
La contea di Van Buren, in inglese Van Buren County, è una contea dello Stato del Michigan, negli Stati Uniti. La popolazione al censimento del 2000 era di 76 263 abitanti. Il capoluogo di contea è Paw Paw.una sua città è il mattwan